# Baszewice
Baszewice (deutsch Batzwitz) ist ein Dorf im Powiat Gryficki (Greifenberger Kreis) der polnischen Woiwodschaft Westpommern.

## Geographische Lage
Das Kirchdorf liegt in Hinterpommern, etwa sechs Kilometer südlich von Gryfice (Greifenberg) und 84 Kilometer nordöstlich der regionalen Metropole Stettin.

## Geschichte
Batzwitz mit der Burg, einer Mühle sowie dem Kirchlehen und dem Vikarienlehen hatte zu einer Reihe von Ländereien gehört, die Pommernherzog Philipp I. den Brüdern und Vettern Mellin im Jahr 1540 zu Lehen gegeben hatte.
Ein Teil des Dorfs hatte sich seit 1774 im Lehensbesitz der Familie Plötz befunden, der restliche Ortsteil, auf dem es um 1784 acht Bauern gab, gehörte der Marienkirche von Greifenberg, die ihn 1410 und 1417 erworben hatte.

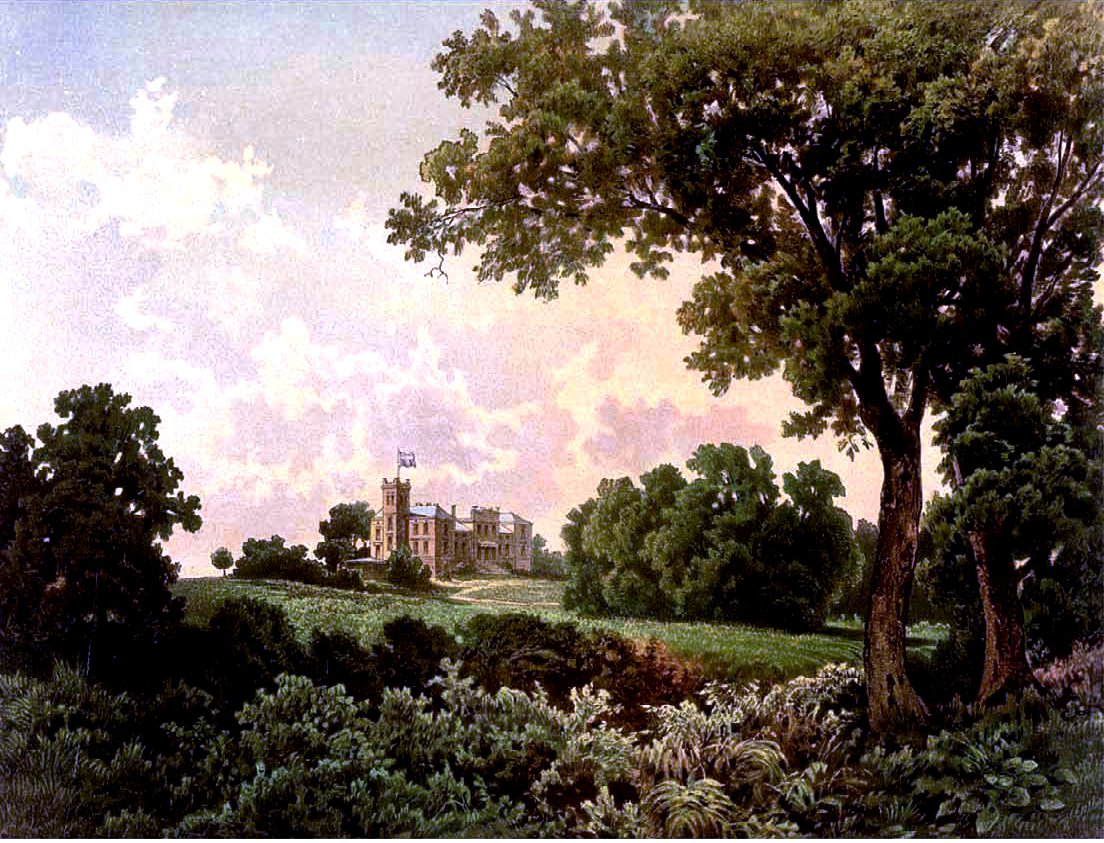
Schloss Vahnerow um 1860, Sammlung Alexander Duncker

Am 1. April 1927 hatte der Gutsbezirk  Batzwitz eine Flächengröße von 449 Hektar, und am 16. Juni 1925 hatte dieser Gutsbezirk 150 Einwohner.  Zu den gleichen Zeiten hatten die benachbarten Gutsbezirke Lebbin und Vahnerow Flächengrößen von 171 bzw. 439  Hektar und  77 bzw. 158 Einwohner.
Zwischen 1928 und 1932 wurden die Gutsbezirke Batzwitz, Lebbin und Vahnerow in die Landgemeinde Batzwitz eingegliedert.
Um 1930 gehörten zur Landgemeinde Batzwitz die Wohnplätze 
1. Adolfshof
2. Bahnhof Batzwitz
3. Batzwitz
4. Chausseehaus Lebbin
5. Lebbin
6. Vahnerow

Die Gemarkung der Gemeinde Batzwitz umfasste 15 Quadratkilometer; im Jahr 1925 hatte die Gemeinde 525 Einwohner, 473 Einwohner im Jahr 1939. Im Jahr 1935 gab es in der Landgemeinde Batzwitz einen Gemischtwarenladen und eine Schmiede.
Bis 1945 gehörte Batzwitz zum Amtsbezirk Trieglaff im Landkreis Greifenberg, bis 1937 im Regierungsbezirk Stettin, von 1938 bis 1945 im Regierungsbezirk Köslin der preußischen Provinz Pommern des Deutschen Reichs.
Die Region wurde nach Ende des Zweiten Weltkriegs von der Sowjetunion der Volksrepublik Polen  zur Verwaltung überlassen. Die Bewohner, die nicht zuvor vor der näherrückenden Kriegsfront geflohen waren, wurden anschließend von der polnischen Administration vertrieben. Häuser und Höfe der Einheimischen wurden beschlagnahmt. Im Jahr 2008 hatte das Dorf 284 Einwohner.

## Kirche

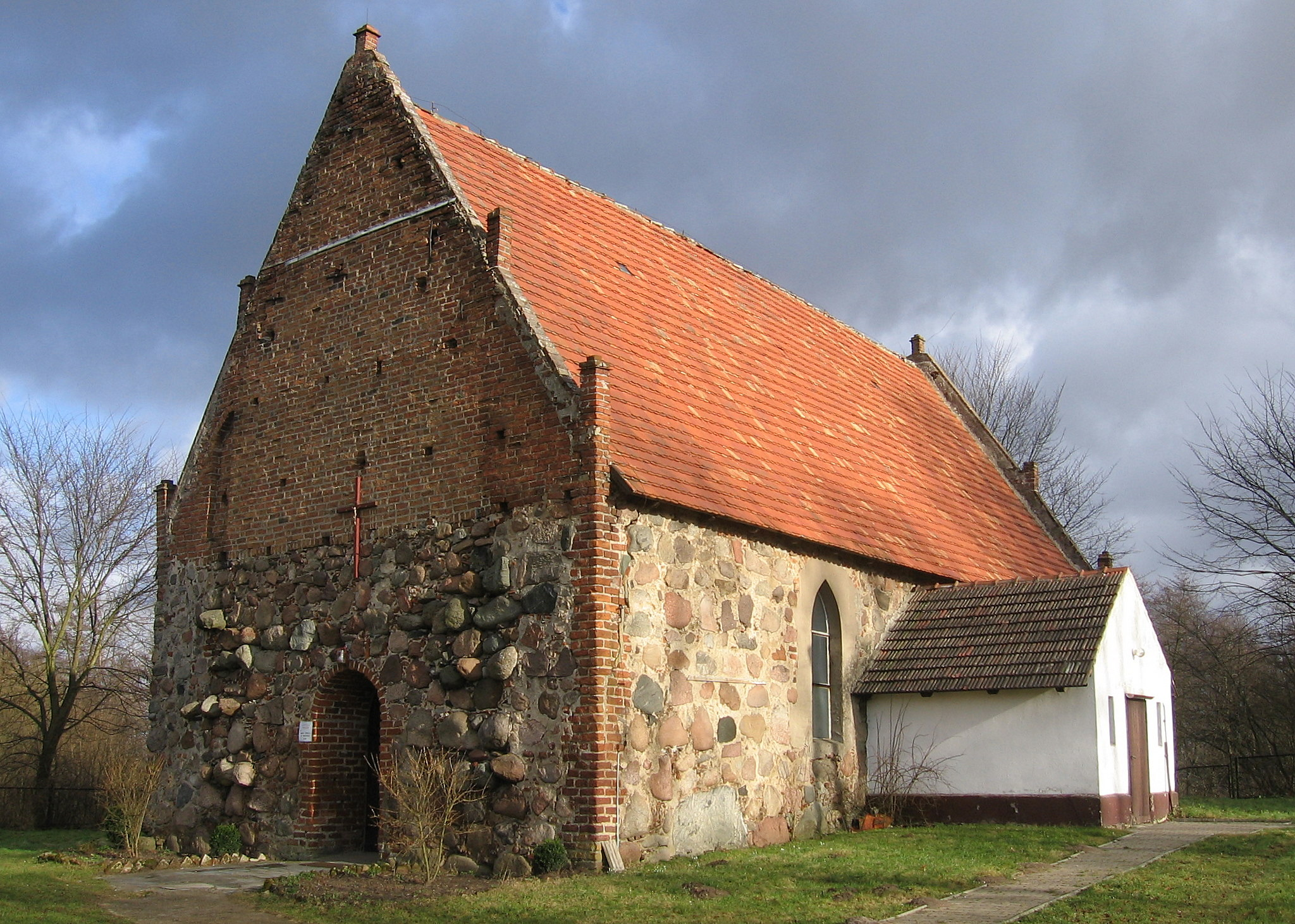
Dorfkirche, bis 1945 Gotteshaus der evangelischen Gemeinde Batzwitz

Die unter Verwendung von  Findlingen erbaute Kirche wurde im Jahre 1440 durch Bischof Heinrich Woggersin geweiht. Als Kirchturm diente lange Zeit ein verbretterter Holzturm, der laut Inschrift im Jahre 1706 errichtet worden war. Der Bestand an Kirchenbüchern reichte bis 1595 zurück.
Das evangelische Kirchspiel von Batzwitz mit seiner Mutterkirche gehörte zur Greifenberger Synode.
Das katholische Kirchspiel war in Greifenberg i. Pom.
Das Kirchengebäude  wurde 1945 zugunsten der Römisch-katholischen Kirche in Polen zwangsenteignet.